# Chaudes-Aigues
Chaudes-Aigues [ʃodzaj], est une commune française située dans le département du Cantal, en région Auvergne-Rhône-Alpes. C'est une station thermale réputée depuis l'Antiquité pour ses eaux chaudes.

## Géographie

### Localisation
Chaudes Aigues est à proximité de l'A75 à l'est à 28 km de Saint-Flour, 89 km d'Aurillac, 61 km de Mauriac, 85 km de Brioude, 110 km du Puy, 125 km de  Clermont-Ferrand et vers l'ouest à 29 km de Saint-Chély-d'Apcher, 80 km de Mende, 120 km de Millau et 220 km de Béziers.
La commune est située dans le département du Cantal (Massif central), dans la partie de l'Aubrac cantalien. Elle est bordée au nord par les gorges de la Truyère dans lesquelles est établi le barrage de Lanau, et traversée par son affluent, le Remontalou.

### Communes limitrophes
Les communes limitrophes sont  Anterrieux, Deux-Verges, Espinasse, Jabrun, Maurines, Neuvéglise-sur-Truyère et Saint-Martial.
| Espinasse | Neuvéglise-sur-Truyère | Saint-Martial |
|           | Chaudes-Aigues         |               |
| Jabrun    | Deux-Verges            | Anterrieux    |

### Géothermie et thermalisme

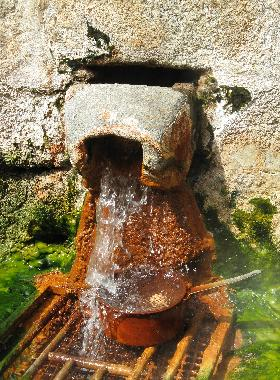
La source du Par.

Chaudes-Aigues possède une trentaine de sources d'eau chaude naturelles dont la température est comprise entre 45 °C et 82 °C et dont le débit total avoisine les 10 000 hl par jour (694 l/min).
La plus renommée est la source du Par avec des eaux de 82 °C – soit l'une des plus chaudes d'Europe – dont le débit est voisin de 5 l/s ; elle fournit à elle seule la moitié de la production d'eau de la ville. Le nom de cette source vient du fait que les cochons y était « parés », c’est-à-dire nettoyés, épilés grâce à l'eau chaude. L'eau servait aussi à parer les pieds et têtes de veau, et à dégraisser la laine de mouton.

Les thermes.

Un réseau de chauffage par géothermie, partagé parmi les habitants, a été mis en place dès 1332. Le rez-de-chaussée d'une quarantaine de maisons était chauffé par différentes sources. Un système de canalisations partageait la chaleur suivant la taille de la maison (conduite en I pour les petites, en L pour les moyennes et en M pour les grandes). Ce chauffage était gratuit pour les habitants le long de ces cours d'eau chaude souterrains, ils devaient cependant se charger de l'entretien (détartrage) des conduites.
Ce système était en place jusqu'à la décision du conseil municipal de construire le Centre thermal CALEDEN et de requérir l'eau chaude des sources publiques pour l'établissement thermal, ouvert en 2009, qui soigne les rhumatismes et l'arthrose. Ainsi on coupa l'eau chaude à la plupart des maisons pour le tourisme. Aujourd'hui seules les maisons sur des sources privées sont encore chauffées comme avant. Du côté public, l'on chauffe en été l'eau de la piscine (indirectement) et en hiver l'église (directement) avec le surplus de la source du Par.

### Climat
Pour des articles plus généraux, voir Climat d'Auvergne-Rhône-Alpes et Climat du Cantal.
En 2010, le climat de la commune est de type climat de montagne, selon une étude du CNRS s'appuyant sur une série de données couvrant la période 1971-2000. En 2020, Météo-France publie une typologie des climats de la France métropolitaine dans laquelle la commune est exposée à un climat de montagne ou de marges de montagne et est dans la région climatique Sud-est du Massif Central, caractérisée par une pluviométrie annuelle de 1 000 à 1 500 mm, minimale en été, maximale en automne.
Pour la période 1971-2000, la température annuelle moyenne est de 8,9 °C, avec une amplitude thermique annuelle de 15,8 °C. Le cumul annuel moyen de précipitations est de 1 132 mm, avec 11,2 jours de précipitations en janvier et 7,3 jours en juillet. Pour la période 1991-2020, la température moyenne annuelle observée sur la station météorologique de Météo-France la plus proche, sur la commune de Deux-Verges à 5 km à vol d'oiseau, est de 7,9 °C et le cumul annuel moyen de précipitations est de 1 029,0 mm,. Pour l'avenir, les paramètres climatiques de la commune estimés pour 2050 selon différents scénarios d'émission de gaz à effet de serre sont consultables sur un site dédié publié par Météo-France en novembre 2022.

## Urbanisme

### Typologie
Au 1er janvier 2024, Chaudes-Aigues est catégorisée commune rurale à habitat dispersé, selon la nouvelle grille communale de densité à 7 niveaux définie par l'Insee en 2022.
Elle est située hors unité urbaine et hors attraction des villes,.
La commune, bordée par un plan d’eau intérieur d’une superficie supérieure à 1 000 hectares, le lac du Barrage de Sarrans, est également une commune littorale au sens de la loi du 3 janvier 1986, dite loi littoral. Des dispositions spécifiques d’urbanisme s’y appliquent dès lors afin de préserver les espaces naturels, les sites, les paysages et l’équilibre écologique du littoral, tel le principe d'inconstructibilité, en dehors des espaces urbanisés, sur la bande littorale des 100 mètres, ou plus si le plan local d’urbanisme le prévoit.

### Occupation des sols

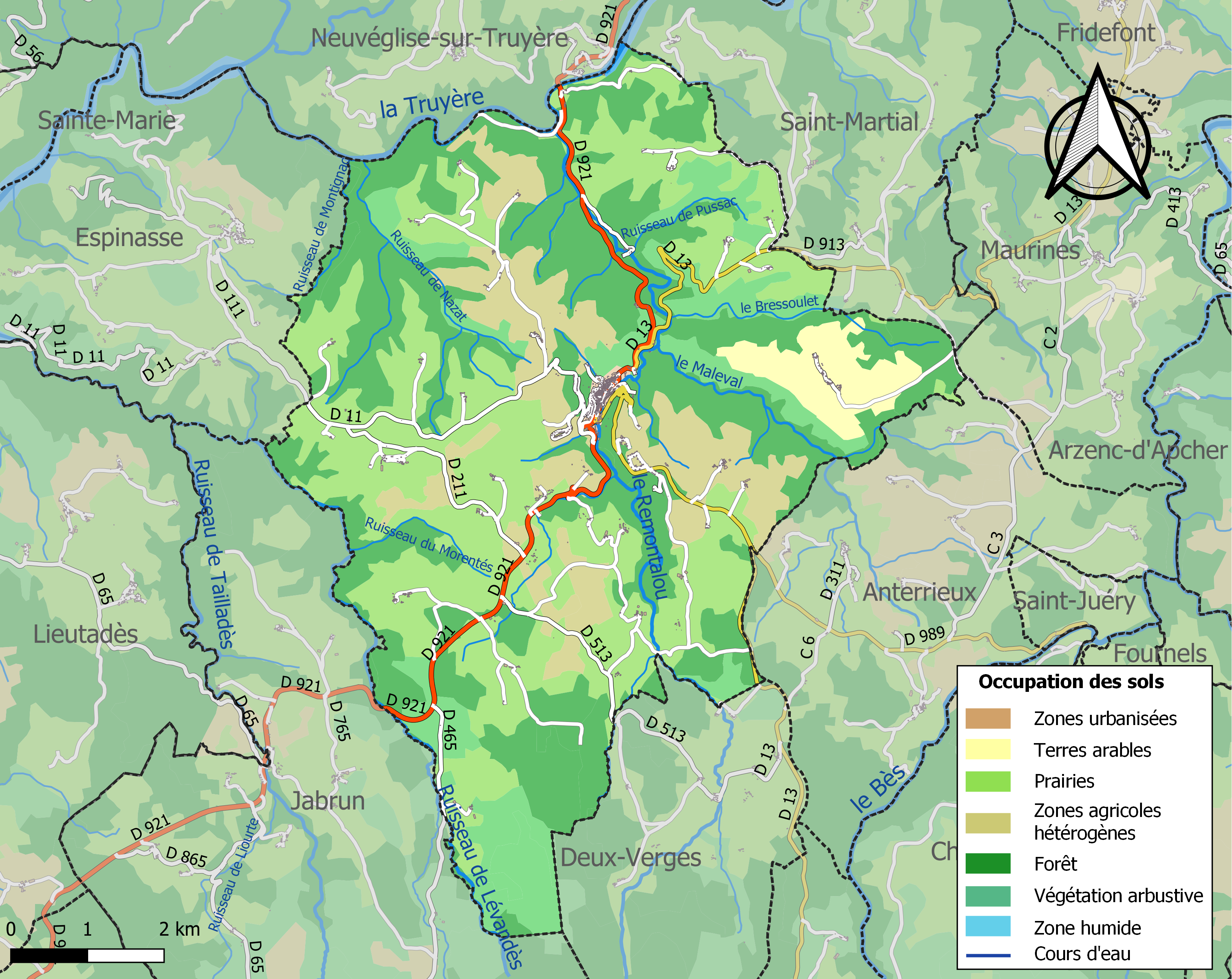
Carte des infrastructures et de l'occupation des sols de la commune en 2018 (CLC).

L'occupation des sols de la commune, telle qu'elle ressort de la base de données européenne d’occupation biophysique des sols Corine Land Cover (CLC), est marquée par l'importance des territoires agricoles (51 % en 2018), en augmentation par rapport à 1990 (49,5 %). La répartition détaillée en 2018 est la suivante : forêts (37,1 %), prairies (34,6 %), zones agricoles hétérogènes (13 %), milieux à végétation arbustive et/ou herbacée (11,3 %), terres arables (3,5 %), zones urbanisées (0,5 %), eaux continentales (0,1 %). L'évolution de l’occupation des sols de la commune et de ses infrastructures peut être observée sur les différentes représentations cartographiques du territoire : la carte de Cassini (XVIIIe siècle), la carte d'état-major (1820-1866) et les cartes ou photos aériennes de l'IGN pour la période actuelle (1950 à aujourd'hui).

### Habitat et logement
En 2018, le nombre total de logements dans la commune était de 872, alors qu'il était de 868 en 2013 et de 823 en 2008.
Parmi ces logements, 43,9 % étaient des résidences principales, 41,6 % des résidences secondaires et 14,5 % des logements vacants. Ces logements étaient pour 67,9 % d'entre eux des maisons individuelles et pour 32,1 % des appartements.
Le tableau ci-dessous présente la typologie des logements à Chaudes-Aigues en 2018 en comparaison avec celle du Cantal et de la France entière. Une caractéristique marquante du parc de logements est ainsi une proportion de résidences secondaires et logements occasionnels (41,6 %) supérieure à celle du département (20,4 %) et à celle de la France entière (9,7 %). Concernant le statut d'occupation de ces logements, 69,8 % des habitants de la commune sont propriétaires de leur logement (69,2 % en 2013), contre 70,4 % pour le Cantal et 57,5 pour la France entière.
| Typologie                                               | Chaudes-Aigues | Cantal | France entière |
| ------------------------------------------------------- | -------------- | ------ | -------------- |
| Résidences principales (en %)                           | 43,9           | 67,7   | 82,1           |
| Résidences secondaires et logements occasionnels (en %) | 41,6           | 20,4   | 9,7            |
| Logements vacants (en %)                                | 14,5           | 11,9   | 8,2            |

## Toponymie
Le nom de la localité est attesté sous la forme latinisée De Calide Aquis en 1130 et sous sa forme occitane ancienne Chadasaygas en 1303. Le nom occitan actuel est Chaldas Aigas.
La forme moderne Chaudes-Aigues repose sur une francisation des mots nord-occitans chaldas aigas « eaux chaudes ». Ils correspondent aussi à l'occitan languedocien caudas aigas donnant Caudesaigues, nom d'un hameau de Caylus dans le Tarn-et-Garonne.

## Histoire

### Une station thermale antique
Chaudes-Aigues était sous l'Empire romain une ville thermale. Vers l'an 450, Sidoine Apollinaire reconnait la qualité thérapeutique des eaux de Chaudes-Aigues, qu'il nomme Calentes Baioe, pour la phtisie et les maladies hépatiques.
Les alentours de la fontaine du Par ont livré aux fouilles deux grottes contenant des vestiges de thermes, deux baignoires romaines en lave volcanique, une piscine et des monnaies romaines. Les invasions barbares passent et ne laissent que les sources.

### Chaudes-Aigues au Moyen Âge
Le seigneur Bodon, qui possède la villa du Par sous Charles le Gros et sous son fils Charles, la donne en 886 au chapitre de Saint-Julien-de-Brioude avec toutes ses dépendances rurales. Au Moyen Âge, Chaudes-Aigues inclut plusieurs maladreries et des couvents possédant des étuves et des piscines. Les gens du peuple côtoient la bourgeoisie dans la piscine publique du quartier du Par. En 1332, des particuliers s'approprient les sources pour chauffer les maisons. Après la  défaite de Jean IV d'Armagnac (1396 - 1450), Charles VII  vend la baronnie au duc Jean de Bourbon, qui la vend en 1443 au mercenaire Jean Salazar, qui la revend à nouveau en 1450 à  Charles Ier de Bourbon.

#### Anciennes familles
- Famille Babut. On trouve dans un manuscrit de Charles d’Hozier conservé à la Bibliothèque nationale[20] une "Généalogie ou filiation de la maison de Babute qui a pris son tour dès l’an 811 et depuis firent bâtir une forte et belle tour près de Chaudes-Aigues en Auvergne, en l’an 994, au temps de Hugues Capet, laquelle a subsisté jusqu’au temps… et du voyage de Godefroid de Bouillon et a été possédé par plusieurs du nom de Babute jusqu’à Raoul de Babute qui vivait en l’an 1002 et se nommait… la maison ou baronnie de Babute"[21].

#### Seigneurs
La ville possède un château. En 1283, le marquis de Canilhac, à qui il appartenait, en rendit hommage au prieur de Saint-Flour. Au XVe siècle, le châtelain était Amauri de Sévérac, maréchal de France sous Charles VII, et à sa mort ce fut son frère Charles de Bourbon.

### Chaudes-Aigues à l'époque moderne
En 1495, il passa par don à Charles de Bourbon-Malause, fils naturel de Jean II et de Louise d'Albret d'Estouville. Resté dans la famille jusqu'en 1744, il revint à la couronne en 1778.
Le château de Couffour surplombe la ville au sud. On trouve aussi dans les environs le château de Montvallat, possédé par le chevalier Guillaume de Montvallat en 1364. Ce château a été pris par les huguenots en 1593 après un siège.
Le 13 novembre 1591, la ville, voyant doubler sa population de musiciens misèreux, édite un procès stipulant la non-régularité des pauvres. Ceux-ci seront conduits par le tue-fourbe en direction du moulin pour qu'ils se jettent dans la fosse aux huîtres[réf. nécessaire].
L'hydrologue Jean Blanc en 1618 qualifie les sources de très chaudes, sulfurées et bitumineuses (cette dernière qualité sera infirmée par des analyses modernes). En 1671, Du Clos reconnaît la présence dans l'eau du nitre antique. Après une baisse de fréquentation pendant la Révolution, la ville voit un regain d'activité thermale pendant l'Empire.
En 1676, une maison de religieux de Notre-Dame a été fondée. Il y avait aussi un chapitre et un hôpital fondé par Guillaumette de Fontanges, dame de Saint-Juéry. À l'origine simple communauté de prêtres, les chanoines furent plus tard érigés en chapitre collégial.

### LeXIXesiècle

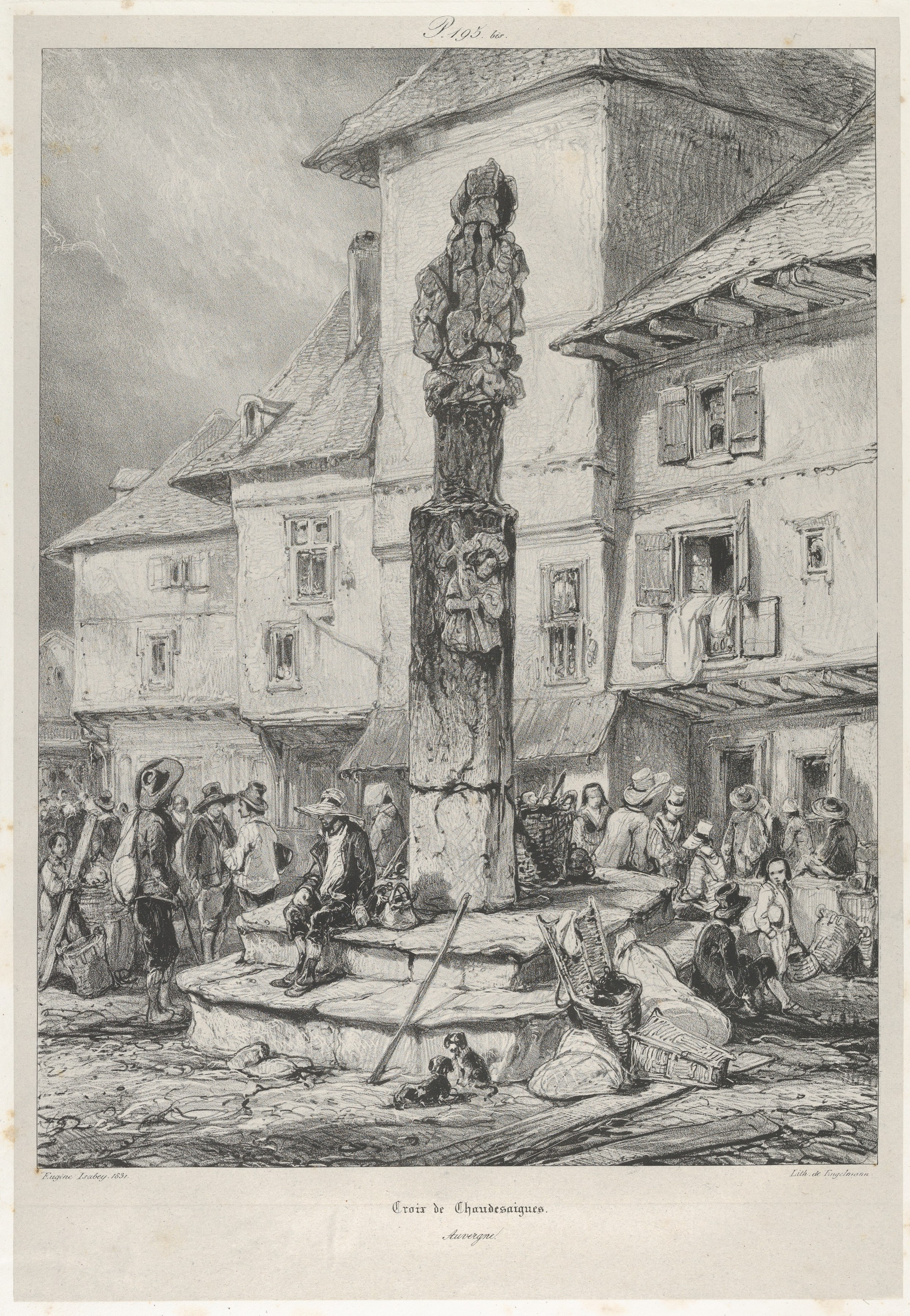
Eugène Isabey : Croix de Chaudesaigues (1831, Metropolitan Museum of Art).

### LeXXesiècle

#### La Première Guerre mondiale
Extraction de minéraux pour créer de la poudre à canon pour les Allemands, avant la fermeture de la mine en 1912

#### L'Entre-deux-guerres
En 1935, la commune de Chaudesaigues change de nom pour Chaudes-Aigues.

#### Seconde Guerre mondiale et période contemporaine
Pendant la Seconde Guerre mondiale, Chaudes-Aigues a été un centre de la Résistance intérieure française, plus précisément l’un des trois réduits du groupe Auvergne du groupement du Massif Central. Ce réduit s'appuie sur le maquis constitué d'une quarantaine d'anciens militaires, implantés dès la dissolution de l’armée d'armistice en novembre 1942 dans la commune voisine des Deux-Verges. Il est commandé par Henri Crevon alias Pasteur. 
Prévu pour recevoir l’effectif de cinq bataillons, ce réduit a pour mission d’intervenir éventuellement en direction de celui du mont Mouchet. Le 1er juin 1944, l’effectif du réduit est de 1 500 hommes armés, articulés en 14 compagnies. La mission Freelance du SOE (capitaine John  Farmer) assure  les  liaisons  avec  Londres. Elle dispose de cinq terrains de parachutage situés non loin de Jabrun et du Pont Rouge.
Après s'être découvert dans une série d'attaques notamment les 10 et 11 juin sur Lorcières et Clavières, le réduit est attaqué avec violence les 20-21 juin, par l’action convergente de trois unités de la Wehrmacht appuyées par une artillerie et par un appui aérien efficaces : - au nord ouest de Pierrefont, au Pont de Tréboul, par le 1000e régiment d’infanterie motorisé, - à l’est de Saint-Chély-d'Apcher, à Fournels, par la Légion azerbaïdjanaise, - au nord est de Garabit, à Fridefont, par la Légion des Tatars de la Volga. Devant l'évidente disproportion des forces et des puissances de feu, l’ordre de décrochage est donné dans la soirée du 20 juin. Les  pertes  sont limités à 120 morts parmi les maquisards et la population, mais de nombreux blessés doivent être évacués par des volontaires, parfois par chars à bœufs, sous la menace permanente de l’aviation  allemande, pour rejoindre le réduit du Lioran.

## Politique et administration

### Découpage territorial
La commune de Chaudes-Aigues est membre de l'intercommunalité Saint-Flour Communauté, un établissement public de coopération intercommunale (EPCI) à fiscalité propre créé le 1er janvier 2017 dont le siège est à Saint-Flour. Ce dernier est par ailleurs membre d'autres groupements intercommunaux.
Sur le plan administratif, elle est rattachée à l'arrondissement de Saint-Flour, à la circonscription administrative de l'État du Cantal et à la région Auvergne-Rhône-Alpes.
Sur le plan électoral, elle dépend du canton de Neuvéglise-sur-Truyère pour l'élection des conseillers départementaux, depuis le redécoupage cantonal de 2014 entré en vigueur en 2015, et de la deuxième circonscription du Cantal  pour les élections législatives, depuis le dernier découpage électoral de 2010.

### Liste des maires
| Période                                  | Période        | Identité              | Étiquette | Qualité                                                      |
| ---------------------------------------- | -------------- | --------------------- | --------- | ------------------------------------------------------------ |
| Les données manquantes sont à compléter. |                |                       |           |                                                              |
| mars 1953                                | 1995           | Pierre Raynal         | UDR-RPR   | Député, président du conseil général                         |
| 1995                                     | 2008           | Pierre Brousse        | RPR-UMP   | Conseiller général du canton de Chaudes-Aigues (1992-2004)   |
| mars 2008                                | avril 2014     | Madeleine Baumgartner | DVD       | Conseillère générale du canton de Chaudes-Aigues (2004-2015) |
| avril 2014                               | 3 juillet 2020 | René Molines          | DVD       | Retraité Fonction publique                                   |
| 3 juillet 2020                           | En cours       | Michel Brousse        |           | Cadre de la fonction publique                                |

## Population et société

### Démographie

#### Évolution démographique
L'évolution du nombre d'habitants est connue à travers les recensements de la population effectués dans la commune depuis 1793. Pour les communes de moins de 10 000 habitants, une enquête de recensement portant sur toute la population est réalisée tous les cinq ans, les populations de référence des années intermédiaires étant quant à elles estimées par interpolation ou extrapolation. Pour la commune, le premier recensement exhaustif entrant dans le cadre du nouveau dispositif a été réalisé en 2005.

En 2022, la commune comptait 814 habitants, en évolution de −8,13 % par rapport à 2016 (Cantal : −1,08 %, France hors Mayotte : +2,11 %).
| 1793  | 1800  | 1806  | 1821  | 1831  | 1836  | 1841  | 1846  | 1851  |
| ----- | ----- | ----- | ----- | ----- | ----- | ----- | ----- | ----- |
| 2 489 | 2 053 | 2 314 | 2 187 | 2 351 | 2 557 | 2 476 | 2 411 | 2 207 |

| 1856  | 1861  | 1866  | 1872  | 1876  | 1881  | 1886  | 1891  | 1896  |
| ----- | ----- | ----- | ----- | ----- | ----- | ----- | ----- | ----- |
| 2 130 | 1 950 | 1 948 | 1 721 | 1 815 | 1 823 | 1 832 | 1 674 | 1 650 |

| 1901  | 1906  | 1911  | 1921  | 1926  | 1931  | 1936  | 1946  | 1954  |
| ----- | ----- | ----- | ----- | ----- | ----- | ----- | ----- | ----- |
| 1 645 | 1 558 | 1 675 | 1 623 | 1 360 | 1 272 | 1 360 | 1 175 | 1 200 |

| 1962  | 1968  | 1975  | 1982  | 1990  | 1999 | 2005 | 2006 | 2010 |
| ----- | ----- | ----- | ----- | ----- | ---- | ---- | ---- | ---- |
| 1 218 | 1 114 | 1 187 | 1 186 | 1 110 | 986  | 970  | 972  | 926  |

| 2015 | 2020 | 2022 | - | - | - | - | - | - |
| ---- | ---- | ---- | - | - | - | - | - | - |
| 891  | 818  | 814  | - | - | - | - | - | - |

#### Pyramide des âges
La population de la commune est relativement âgée. En 2020, le taux de personnes d'un âge inférieur à 30 ans s'élève à 20,4 %, soit un taux inférieur à la moyenne départementale (26,7 %). À l'inverse, le taux de personnes d'un âge supérieur à 60 ans (48,2 %) est supérieur au taux départemental (36,3 %).
En 2020, la commune comptait 404 hommes pour 414 femmes, soit un taux de 50,61 % de femmes, inférieur au taux départemental (51,16 %).
Les pyramides des âges de la commune et du département s'établissent comme suit :
| Hommes | Classe d’âge | Femmes |
| ------ | ------------ | ------ |
| 2,5    | 90 ou +      | 5,3    |
| 17,3   | 75-89 ans    | 20     |
| 25,7   | 60-74 ans    | 25,4   |
| 19,3   | 45-59 ans    | 19,3   |
| 12,9   | 30-44 ans    | 11,4   |
| 12,6   | 15-29 ans    | 8,5    |
| 9,7    | 0-14 ans     | 10,1   |

| Hommes | Classe d’âge | Femmes |
| ------ | ------------ | ------ |
| 1,2    | 90 ou +      | 3,1    |
| 10,1   | 75-89 ans    | 13,5   |
| 22,9   | 60-74 ans    | 22,6   |
| 21,8   | 45-59 ans    | 20,5   |
| 16,1   | 30-44 ans    | 15,2   |
| 13,8   | 15-29 ans    | 11,9   |
| 14,2   | 0-14 ans     | 13,3   |

### Manifestations culturelles et festivités

#### Festival du Tatouage à Chaudes-Aigues
Les 6 et 7 juillet 2013, s'est tenu à Chaudes-Aigues le premier Festival du Tatouage de Chaudes-Aigues organisé par Stéphane Chaudesaigues. La convention réunissait environ cent quarante tatoueurs de tous styles qui ont réussi à attirer 10 000 personnes dans la petite ville.

## Économie
- Station thermale
- Tourisme

### Productions

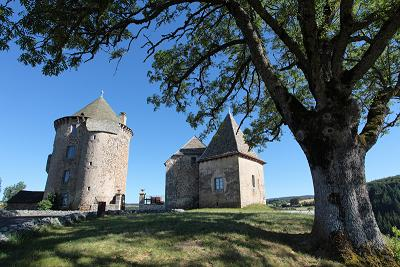
Le château de Couffour.

Les produits du terroir tels que la viande d’Aubrac, la fouace, l’aligot, le tripou ou encore le pounti sont sur les cartes des restaurants.

## Culture locale et patrimoine

### Lieux et monuments
- Le château de Couffour ;
- Le château de Montvallat ;

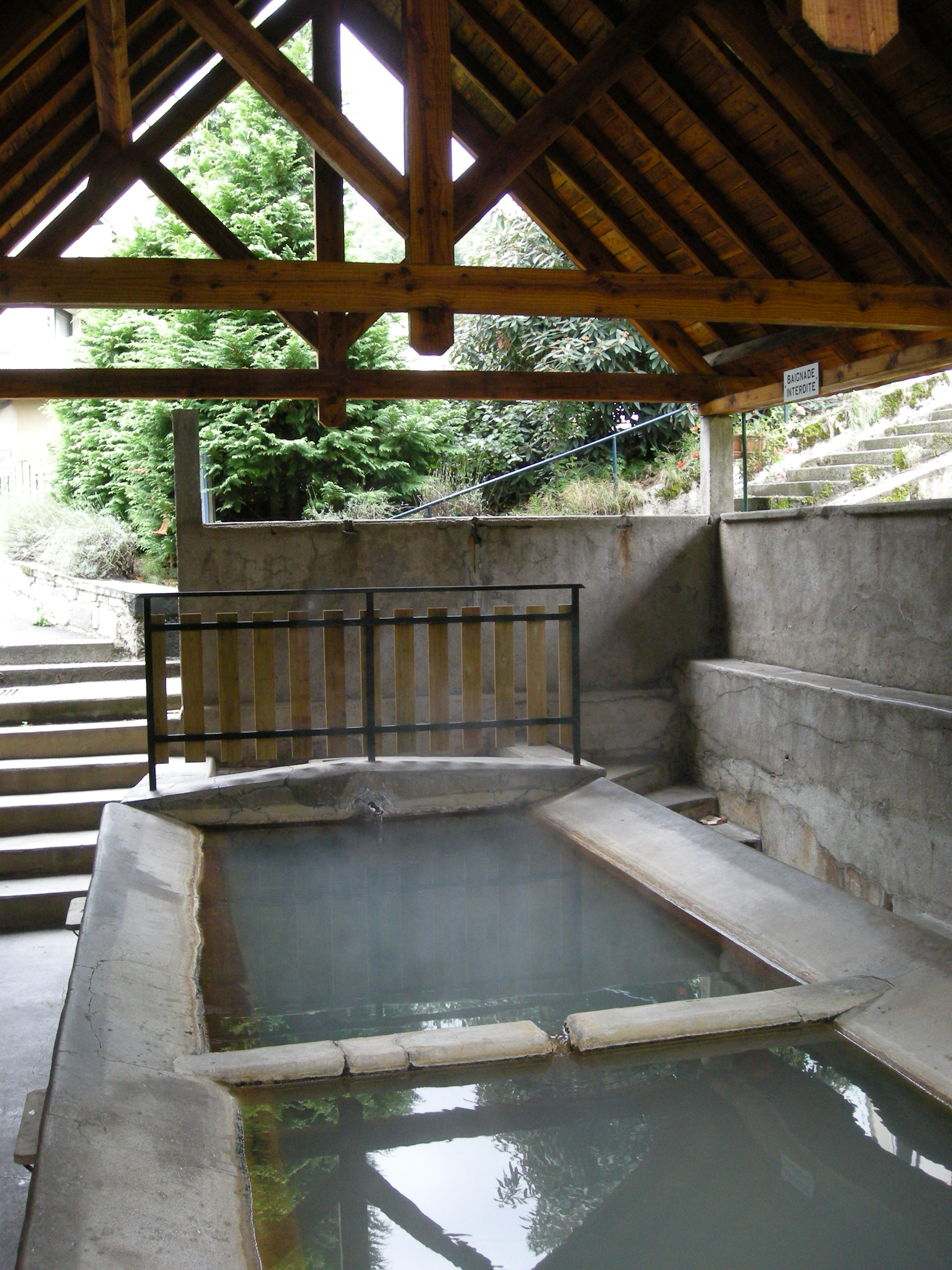
Le lavoir d'eau chaude.

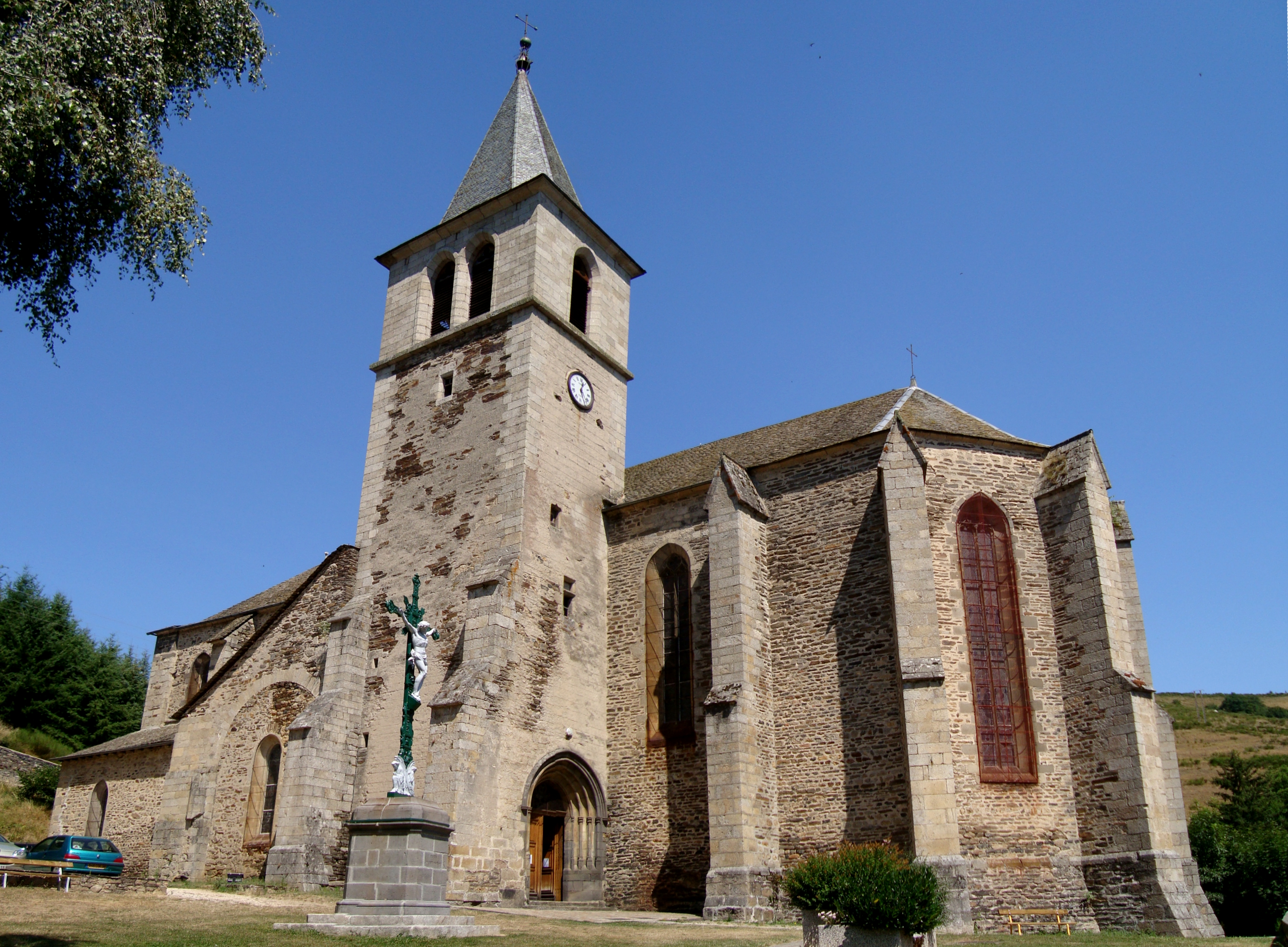
L'église Saint-Martin-et-Saint-Blaise.

- L'église Saint-Martin-et-Saint-Blaise fut donnée par Aymeri, évêque d'Auvergne, au monastère de Sauxillange en 1131[22] ;
- La chapelle Notre-Dame-de-Pitié ;
- Les huit petits oratoires suspendus et renfermant les saints protecteurs de la ville[32] :
  - Saint Jean le pauvre
  - Saint Roch
  - Saint Jacques
  - Saint Jean le Riche
  - Saint Joseph
  - Sainte Élisabeth, mère de saint Jean
  - Notre-Dame d'Août
  - Notre-Dame de l'Annonciation

Une des particularités de cette petite cité thermale, la seule station thermale du Cantal, est aussi de posséder pour chaque quartier un oratoire, appelés niche, dédié au saint patron du quartier. On en dénombre huit au total : saint Jean le pauvre, saint Roch, saint Jacques – Chaudes-Aigues se trouve sur un chemin de Compostelle –, Saint Jean le Riche, Saint Joseph, sainte Élisabeth, Notre-Dame d'Août (ou de l'Assomption), Notre-Dame de l'Annonciation.
- Le lavoir fumant ;
- Le Musée de la géothermie et du thermalisme : Géothermia.
- Le barrage de Grandval ;

### Personnalités liées à la commune
- Jean-Baptiste Barlier, homme politique né le 2 février 1780 à Chaudes-Aigues (Cantal) et mort le 14 mai 1865 à Sainte-Périne (Cantal).
- Le docteur Pierre Raynal, qui fut longtemps député-maire de la commune.
- Édouard Marty (1851-1913), peintre français.
- Albert Ginesty, maire de Toulouse. Docteur en médecine, chirurgien urologue et ancien joueur et dirigeant du Stade toulousain
- Stéphane Chaudesaigues (1968), entrepreneur et tatoueur.
- Serge Vieira (1977-2023), chef étoilé, installé dans le village.

### Héraldique
|  | D'azur à la montagne mouvant d'un bouillon d'eaux fumantes d'argent, trois jets de vapeur issant de ladite montagne, surmontée de deux fleurs de lys d'or rangées en chef. |